# John Dawson Dewhirst
John Dawson Dewhirst (* 1952 in Newcastle upon Tyne; † um 1978) war ein britischer Lehrer und einer der westlichen Touristen, die Opfer des Terrorregimes der Roten Khmer unter Pol Pot in Kambodscha wurden, und aus diesem Anlass Teil weltweiter Berichterstattung.

## Ereignisse
Der Hobbysegler John Dewhirst verbrachte seinen Urlaub im August 1978 mit zwei Freunden, dem Kanadier Stuart Glass und dem Neuseeländer Kerry Hamill, auf der Yacht Foxy Lady vor den Küsten Thailands. Nachdem die Yacht Richtung Kambodscha abdriftete und samt Besatzung verschwand, ging man davon aus, dass Dewhirst und seine zwei Begleiter Opfer von thailändischen Piraten wurden oder während eines Sturms ums Leben kamen. 
Erst im Jahre 1979, nach dem Einmarsch der Vietnamesen in Kambodscha und der Befreiung des Foltergefängnisses Tuol Sleng (S-21) in Phnom Penh tauchten neue Informationen über das Verbleiben Dewhirts und seiner Freunde auf. Da jeder neue Häftling nach der Anlieferung fotografiert wurde und man ihn zwang, alle Informationen über sich preiszugeben, fand sich eine umfangreiche Dokumentation über die Insassen. In den Unterlagen des Foltergefängnisses entdeckte man Fotoaufnahmen des vermissten Engländers sowie die erzwungenen Aussagen, die sogenannten confessions, Dewhirsts. Seither wird vermutet, dass die Touristen von einem Patrouillenboot der Roten Khmer verschleppt wurden. Dabei wurde Stuart Glass offenbar erschossen und Dewhirst zusammen mit Kerry Hamill nach Phnom Penh verbracht. Der genaue Ablauf und Verbleib ist nicht zweifelsfrei bewiesen, auch wenn davon ausgegangen wird, dass Dewhirst in Choeung Ek, dem bekanntesten der Killing Fields, lebendig verbrannt wurde. Auch Kerry Hamill blieb verschollen und wurde vermutlich exekutiert. 
Die Geschehnisse waren über längere Zeit Anlass weltweiter Berichterstattung und Nachforschungen. Der Leiter des Gefängnisses, Kaing Guek Eav, gab zu, sich an Dewhirst zu erinnern. Die Hinterbliebenen Dewhirsts setzten sich für eine Aufarbeitung des Falles während des Prozesses gegen Kaing Guek Eav ein. Rob Hamill, der jüngere Bruder von Kerry Hamill, sagte im Prozess gegen den Leiter des Foltergefängnisses aus.